# Szczyrk
Szczyrk é um município da Polônia, na voivodia da Silésia e no condado de Bielsko-Biała. Estende-se por uma área de 39,07 km², com 5 734 habitantes, segundo os censos de 2016, com uma densidade de 146,76 hab/km².